# Kammermusik
Kammermusik er klassisk musik for to til ti instrumenter. En septet er for syv, en oktet er for otte instrumenter. 
Det er kendetegnende for kammermusik, at hvert instrument spiller en selvstændig stemme i modsætning til et orkester, hvor flere instrumenter spiller det samme.

## Kammermusikkonkurrence
DR er producent for P2's kammermusikkonkurrence, som finder sted hvert andet eller hvert tredje år siden 1991. Ensemblerne vurderes af en jury, som fordeler priserne. P2's kammermusikkonkurrence er en af de største danske konkurrencer inden for klassisk musik med en førstepris på 100.000 kr. 
Den er vundet af
- Den Danske Blæser Oktet (1991)
- Skandinavisk Guitarduo (1993)
- Eskær Trioen (1996)
- Cailin Kvartetten (1998)
- Trio Ondine (2000)
- Trio con Brio (2002)
- Den Unge Danske Strygekvartet (2004)
- Trio Aristos (2006)
- Trio Ismenea (2009)
- MYTHOS (2011)
- Trio Vitruvi (2014)
- Erlendis Quartet (2017)
- Novo Quartet (2020)
- Absalon String Quartet (2023)